# Kayden Carter
Allyssa Lyn Lane, meglio conosciuta con il ring name Kayden Carter (Winter Park, 20 maggio 1988), è una wrestler statunitense.
In WWE ha detenuto una volta l'NXT Women's Tag Team Championship e il Women's Tag Team Championship con Katana Chance.

## Carriera
Lacey Lane ha frequentato la Winter Park High School. Si è laureata alla Magna Cum Laude nel 2012 alla Shaw University a Raleigh. Giocava nella squadra di basket della Division II mentre frequentava il college.

### Circuito indipendente (2016–2018)
Nata in Florida, Lacey Lane debutta nel mondo del wrestling il 25 agosto 2016. Frequenta i primi tre anni della sua carriera lottando nelle federazioni locali del suo stato, inclusa la Pro Wrestling 2.0, IGNITE Wrestling, American Combat Wrestling, Full Throttle Pro Wrestling, Platinum Pro Wrestling, Go Wrestle e Major League Wrestling. Lacey ha lottato anche per altre promotion attraverso lo stato statunitense fra cui Première Wrestling Xperience, World Of Unpredictable Wrestling, Aro Lucha, Alternative Wrestling Show, Atlanta Wrestling Entertainment, Sabotage Wrestling, Martinez Entertainment Lucha Libre Mexicana e Capital Wrestling Alliance. Lacey Lane è stata anche in Messico, lottando fra le altre federazioni nella The Crash, Desastre Total Ultraviolento e Revolucha. Durante i suoi anni nelle scene indipendenti, la Lane ha vinto il suo primo titolo nella The Crash, conquistando il The Crash Women's Championship, per poi perderlo in un match contro Tessa Blanchard.

### WWE (2017–2025)

#### Mae Young Classic (2018)
Il 3 febbraio 2017, venne comunicato che Lacey Lane prese parte ad un tryout con la WWE, ricevendo dei buoni riscontri.
Nel 2018, Lacey Lana venne annunciata come una delle trentadue concorrenti della seconda edizione del Mae Young Classic, dove sconfisse al primo turno Vanessa Kraven il 5 settembre, avanzando al turno successivo. Il 3 ottobre, Lacey Lane sconfisse Taynara Conti al secondo turno del torno. Il 17 ottobre, Lacey venne sconfitta da Meiko Satomura nei quarti di finale, terminando così la sua avventura.

#### NXT(2018–2023)
Dopo aver preso parte al Mae Young Classic, venne reso noto che Lacey Lane aveva firmato un contratto con la WWE e viene assegnata nel territorio di sviluppo di NXT. Fece il suo debutto il 25 agosto 2018 durante un NXT live event sotto il ring name di Lacey Lane, facendo coppia con Kacy Catanzaro battendo Reina Gonzalez e Taynara Conti. Il 27 marzo 2019 avvenen il suo debutto televisivo dove fece coppia con Kacy Catanzaro, affrontando il team composto da Aliyah e Vanessa Borne, terminato in No Contest a seguito dell'intervento di Shayna Baszler, Jessamyn Duke e Marina Shafir.
Durante il resto dei mesi, continuò a lottare negli NXT live event. Il 25 settembre, ritornò durante uno show televisivo di NXT, cambiando ring name in Kayden Carter, dove venne sconfitta da Rhea Ripley, stabilendosi come face. Nella puntata di NXT del 15 gennaio Kayden prese parte ad una Women's Battle Royal match per decretare la prima sfidante all'NXT Women's Championship detenuto da Rhea Ripley in quel di NXT TakeOver: Portland, ma venne eliminata da Shayna Baszler. Nella puntata di NXT del 25 marzo Kayden venne sconfitta da Candice LeRae in un match di qualificazione per determinare le contendenti che si affronteranno in un Ladder match previsto inizialmente a NXT TakeOver: Tampa Bay (rimandato a causa della pandemia di COVID-19), la cui vincitrice sarebbe diventata la contendente nº1 all'NXT Women's Championship. Nella puntata di NXT del 1º aprile, Kayden prende parte ad un Gauntlet match per determinare l'ultima partecipante al Ladder match la cui vincitrice diventerà la nº1 contender all'NXT Women's Championship, ma viene eliminata per quarta da Shotzi Blackheart. Nella puntata di Raw del 20 aprile, Kayden è stata sconfitta dalla NXT Women's Champion Charlotte Flair in un match non titolato. Nella puntata di NXT del 29 aprile, Kayden e Kacy Catanzaro sono dal medico dove vengono raggiunte da Candice LeRae e Johnny Gargano, avvertendole che d'ora in poi da queste parti ci si comporterà in questo modo, dopo che LaRae ha sconfitto Catanzaro precedentemente. Nella puntata di NXT del 13 maggio, Kayden ha sconfitto Aliyah. Nella puntata di NXT del 10 giugno, Kayden arriva a soccorrere Kacy Catanzaro da un brutale attacco di Dakota Kai, dopo che è stata sconfitta in un match dalla stessa Kai, ma viene messa violentemente al tappeto da Raquel Gonzalez. Nella puntata di NXT del 17 giugno, Kayden è stata sconfitta da Dakota Kai; durante l'incontro, la sua alleata Kacy Catanzaro viene messa al tappeto dall'altra accompagnatrice Raquel González. Nella puntata di NXT del 24 giugno, Kayden e Kacy Catanzaro sono state sconfitte da Dakota Kai e Raquel Gonzalez, quando Dakota sottomette la Catanzaro per la vittoria. Nella puntata di NXT del 12 agosto, sono state sconfitte da Aliyah e Mercedes Martinez, quando la Martinez effettua lo schienamento vincente sulla Catanzaro, la quale ha schiaffeggiato Robert Stone prima del match dopo che il leader del Robert Stone Brand ha cercato di ingaggiarla. Nella puntata di NXT 2.0 del 22 febbraio Kayden e Kacy sconfissero Ivy Nile e Tatum Paxley nei quarti di finale del Dusty Rhodes Tag Team Classic femminile.
Nella puntata di NXT 2.0 del 2 agosto Kayden e Katana Chance vinsero il vacante NXT Women's Tag Team Championship in un Fatal 4-Way match che comprendeva anche Gigi Dolin e Jacy Jayne, Ivy Nile e Tatum Paxley e Yulisa León e Valentina Feroz. In seguito, Katana e Kayden mantennero le cinture contro Nikkita Lyons e Zoey Stark dapprima il 26 ottobre e poi l'8 novembre ad NXT. Nella puntata di NXT del 24 gennaio conservarono i titoli contro Alba Fyre e Sol Ruca.

#### Raw(2023–2025)
Il 1º maggio 2023, per effetto del Draft, Carter e e Katana Chance vennero promosse al roster di Raw. Le due debuttarono a Raw il 5 giugno venendo sconfitte dalle Women's Tag Team Champions Ronda Rousey e Shayna Baszler in un match non titolato. Il 6 novembre, a Raw, partecipò ad una battle royal per determinare la nuova sfidante di Rhea Ripley per il Women's World Championship ma venne eliminata da Ivy Nile. Nella puntata di Raw del 18 dicembre Carter e Chance sconfissero Chelsea Green e Piper Niven vincendo il Women's Tag Team Championship per la prima volta. Prevalsero poi anche nella rivincita titolata svoltasi l'8 gennaio 2024 a Raw. Nella puntata di SmackDown del 19 gennaio Carter e Chance difesero le cinture contro la Unholy Union (Alba Fyre e Isla Dawn). Persero poi le cinture nella puntata di SmackDown del 26 gennaio contro le Kabuki Warriors dopo 39 giorni di regno. Il 27 gennaio, a Royal Rumble, partecipò all'omonimo incontro entrando col numero 13 ma venne eliminata da Piper Niven. Il 5 febbraio, a Raw, Kayden e Katana non riuscirono a riconquistare il Women's Tag Team Championship nella rivincita contro le Kabuki Warriors.
Il 2 maggio 2025 è stata licenziata insieme a numerosi altri colleghi.

## Personaggio

### Mosse finali
- Bicycle kick
- Rope hang neckbreaker

### Soprannomi
- "Pretty Reckless"

## Titoli e riconoscimenti
- The Crash Lucha Libre
  - The Crash Women's Championship (1)

- WWE
  - NXT Women's Tag Team Championship (1) – con Katana Chance
  - WWE Women's Tag Team Championship (1) – con Katana Chance